# Vòng bảng AFC Champions League 2009
Dưới đây là chi tiết của các trận đấu vòng bảng AFC Champions League 2009 để xác định 16 đội tham dự vòng loại trực tiếp.

## Các bảng

### Bảng A
| VT | Đội       | ST | T | H | B | BT | BB | HS | Đ  | Giành quyền tham dự       |
| -- | --------- | -- | - | - | - | -- | -- | -- | -- | ------------------------- |
| 1  | Al-Hilal  | 6  | 4 | 2 | 0 | 10 | 4  | +6 | 14 | Advance to knockout stage |
| 2  | Pakhtakor | 6  | 4 | 1 | 1 | 9  | 5  | +4 | 13 | Advance to knockout stage |
| 3  | Saba Qom  | 6  | 1 | 2 | 3 | 7  | 9  | −2 | 5  |                           |
| 4  | Al-Ahli   | 6  | 0 | 1 | 5 | 6  | 14 | −8 | 1  |                           |

| Al-Ahli      | 1–2    | Pakhtakor                     |
| ------------ | ------ | ----------------------------- |
| Abd Rabo 89' | Report | Ahmedov 25' · Z. Tadjiyev 67' |

| Al-Hilal    | 1–1    | Saba Qom     |
| ----------- | ------ | ------------ |
| Hawsawi 33' | Report | Farzaneh 14' |

| Saba Qom | 0–0    | Al-Ahli |
| -------- | ------ | ------- |
|          | Report |         |

| Pakhtakor       | 1–1    | Al-Hilal          |
| --------------- | ------ | ----------------- |
| Z. Tadjiyev 57' | Report | Rădoi 55' (ph.đ.) |

| Saba Qom | 0–2    | Pakhtakor                         |
| -------- | ------ | --------------------------------- |
|          | Report | Z. Tadjiyev 56' · F. Tadjiyev 64' |

| Al-Hilal                             | 2–1    | Al-Ahli       |
| ------------------------------------ | ------ | ------------- |
| Al-Qahtani 32' · Rădoi 90+3' (ph.đ.) | Report | A. Khalil 12' |

| Pakhtakor                         | 2–1    | Saba Qom |
| --------------------------------- | ------ | -------- |
| Ahmedov 36' (ph.đ.) · Andreev 49' | Report | Nouri 5' |

| Al-Ahli     | 1–3    | Al-Hilal                                 |
| ----------- | ------ | ---------------------------------------- |
| Abd Rabo 3' | Report | Al Taib 32' · Rădoi 53' · Al-Qahtani 64' |

| Saba Qom | 0–1    | Al-Hilal    |
| -------- | ------ | ----------- |
|          | Report | El Taib 42' |

| Pakhtakor                      | 2–0    | Al-Ahli |
| ------------------------------ | ------ | ------- |
| Z. Tadjiyev 38' · Geynrikh 58' | Report |         |

| Al-Hilal                      | 2–0    | Pakhtakor |
| ----------------------------- | ------ | --------- |
| Al-Anbar 37' · Al-Swaileh 64' | Report |           |

| Al-Ahli                                                      | 3–5    | Saba Qom                                                        |
| ------------------------------------------------------------ | ------ | --------------------------------------------------------------- |
| Khamis 31' (ph.đ.) · Al-Hawasin 45' (ph.đ.) · Meydavoudi 66' | Report | Fazli 68' · Shafiei 74' · Nouri 75' · Yousefi 82' · Hamrang 87' |

### Bảng B
| VT | Đội        | ST | T | H | B | BT | BB | HS | Đ | Giành quyền tham dự       |
| -- | ---------- | -- | - | - | - | -- | -- | -- | - | ------------------------- |
| 1  | Persepolis | 4  | 2 | 1 | 1 | 5  | 6  | −1 | 7 | Advance to knockout stage |
| 2  | Al-Shabab  | 4  | 2 | 1 | 1 | 4  | 2  | +2 | 7 | Advance to knockout stage |
| 3  | Al-Gharafa | 4  | 1 | 0 | 3 | 7  | 8  | −1 | 3 |                           |
| 4  | Sharjah    | 0  | 0 | 0 | 0 | 0  | 0  | 0  | 0 | Withdrew                  |

1. ↑   Sharjah were found guilty of fielding an ineligible player Abdelaziz Mohamed Al Mazam during the team’s AFC Champions League match against Al Shabab of Saudi Arabia on 8.4.09. Thus, Al Sharjah were fined USD 4000 and the match was awarded to Al Shabab 3-0.[2]
2. ↑   Sharjah withdrew from the competition with two games remaining. Their results were expunged.[3]

| Persepolis                              | Annulled 3–1 | Sharjah        |
| --------------------------------------- | ------------ | -------------- |
| Karimi 28' · Nikbakht 31' · Norouzi 34' | Report       | Abdulwahab 55' |

| Al-Gharafa | 1–3    | Al-Shabab                                            |
| ---------- | ------ | ---------------------------------------------------- |
| Araújo 40' | Report | Marcelo Camacho 5' · Bin Saran 23' · Al-Shamrani 44' |

| Al-Shabab | 0–0    | Persepolis |
| --------- | ------ | ---------- |
|           | Report |            |

| Sharjah | Annulled (0–2) | Al-Gharafa             |
| ------- | -------------- | ---------------------- |
|         | Report         | Kamil 16' · Araújo 53' |

| Sharjah              | Annulled (1–3) | Al-Shabab                                                 |
| -------------------- | -------------- | --------------------------------------------------------- |
| Anderson Barbosa 12' | Report         | Al-Shamrani 21' (ph.đ.) · Otaif 42' · Marcelo Camacho 49' |

| Persepolis                                    | 3–1    | Al-Gharafa    |
| --------------------------------------------- | ------ | ------------- |
| Zare 36' (ph.đ.) · Touré 45+1' · Nikbakht 47' | Report | Fernandão 69' |

| Al-Shabab                                              | Annulled (5–0) | Sharjah |
| ------------------------------------------------------ | -------------- | ------- |
| Bin Saran 16', 64' · Al-Shamrani 42' (ph.đ.), 47', 58' | Report         |         |

| Al-Gharafa                                               | 5–1    | Persepolis |
| -------------------------------------------------------- | ------ | ---------- |
| Fernandão 8' · Araújo 43', 45+1', 81' · Nashat Akram 69' | Report | Karimi 76' |

| Sharjah | Cancelled | Persepolis |
| ------- | --------- | ---------- |
|         |           |            |

| Al-Shabab                 | 1–0    | Al-Gharafa |
| ------------------------- | ------ | ---------- |
| Al-Shamrani 90+2' (ph.đ.) | Report |            |

| Persepolis  | 1–0    | Al-Shabab |
| ----------- | ------ | --------- |
| Khalili 46' | Report |           |

| Al-Gharafa | Cancelled | Sharjah |
| ---------- | --------- | ------- |
|            |           |         |

### Group C
| VT | Đội        | ST | T | H | B | BT | BB | HS  | Đ  | Giành quyền tham dự       |
| -- | ---------- | -- | - | - | - | -- | -- | --- | -- | ------------------------- |
| 1  | Al-Ittihad | 6  | 3 | 3 | 0 | 14 | 4  | +10 | 12 | Advance to knockout stage |
| 2  | Umm-Salal  | 6  | 2 | 2 | 2 | 6  | 13 | −7  | 8  | Advance to knockout stage |
| 3  | Al-Jazira  | 6  | 0 | 5 | 1 | 6  | 7  | −1  | 5  |                           |
| 4  | Esteghlal  | 6  | 0 | 4 | 2 | 6  | 8  | −2  | 4  |                           |

| Al-Jazira | 0–1    | Umm-Salal    |
| --------- | ------ | ------------ |
|           | Report | Hubail 90+2' |

| Al-Ittihad                       | 2–1    | Esteghlal   |
| -------------------------------- | ------ | ----------- |
| Moteab 89' · Aboucherouane 90+3' | Report | Borhani 77' |

| Esteghlal    | 1–1    | Al-Jazira           |
| ------------ | ------ | ------------------- |
| Kazemi 45+4' | Report | Fernando Baiano 10' |

| Umm-Salal   | 1–3    | Al-Ittihad                                         |
| ----------- | ------ | -------------------------------------------------- |
| N'Diaye 29' | Report | Al-Montashari 42' · Renato 56' · Aboucherouane 61' |

| Umm-Salal       | 1–0    | Esteghlal |
| --------------- | ------ | --------- |
| Fábio César 67' | Report |           |

| Al-Jazira | 0–0    | Al-Ittihad |
| --------- | ------ | ---------- |
|           | Report |            |

| Esteghlal   | 1–1    | Umm-Salal  |
| ----------- | ------ | ---------- |
| Borhani 45' | Report | Ghanem 70' |

| Al-Ittihad      | 1–1    | Al-Jazira           |
| --------------- | ------ | ------------------- |
| Al-Muwallad 40' | Report | Fernando Baiano 71' |

| Esteghlal    | 1–1    | Al-Ittihad        |
| ------------ | ------ | ----------------- |
| Alizadeh 89' | Report | Aboucherouane 80' |

| Umm-Salal       | 2–2    | Al-Jazira                        |
| --------------- | ------ | -------------------------------- |
| Hubail 54', 65' | Report | Khater 22' · Fernando Baiano 29' |

| Al-Ittihad                                                           | 7–0    | Umm-Salal |
| -------------------------------------------------------------------- | ------ | --------- |
| Renato 8', 85' · Hazazi 17', 25', 52' · Al-Saqri 56' · Al-Meshal 77' | Report |           |

| Al-Jazira               | 2–2    | Esteghlal                   |
| ----------------------- | ------ | --------------------------- |
| Mabkhout 49' · Saad 70' | Report | Alizadeh 79' · Shakouri 84' |

### Bảng D
| VT | Đội        | ST | T | H | B | BT | BB | HS | Đ  | Giành quyền tham dự       |
| -- | ---------- | -- | - | - | - | -- | -- | -- | -- | ------------------------- |
| 1  | Al-Ettifaq | 6  | 4 | 0 | 2 | 15 | 8  | +7 | 12 | Advance to knockout stage |
| 2  | Bunyodkor  | 6  | 2 | 2 | 2 | 5  | 9  | −4 | 8  | Advance to knockout stage |
| 3  | Sepahan    | 6  | 2 | 1 | 3 | 9  | 7  | +2 | 7  |                           |
| 4  | Al-Shabab  | 6  | 2 | 1 | 3 | 6  | 11 | −5 | 7  |                           |

| Sepahan                 | 2–0    | Al-Shabab Al-Arabi |
| ----------------------- | ------ | ------------------ |
| Jafarpour 2' · Sá 90+3' | Report |                    |

| Bunyodkor       | 2–1    | Al-Ettifaq |
| --------------- | ------ | ---------- |
| Soliev 27', 48' | Report | Bashir 68' |

| Al-Shabab Al-Arabi   | 2–0    | Bunyodkor |
| -------------------- | ------ | --------- |
| Obaid 3' · Mguni 39' | Report |           |

| Al-Ettifaq                    | 2–1    | Sepahan       |
| ----------------------------- | ------ | ------------- |
| Al-Qahtani 64' · Al-Hamed 86' | Report | Khatibi 45+2' |

| Bunyodkor                    | 2–2    | Sepahan                          |
| ---------------------------- | ------ | -------------------------------- |
| Salomov 27' · Ashurmatov 74' | Report | Aghili 45+2' · Emad Mohammed 60' |

| Al-Ettifaq                      | 4–1    | Al-Shabab Al-Arabi |
| ------------------------------- | ------ | ------------------ |
| Tagoe 7', 82' · Bashir 16', 67' | Report | Abdullah 45+3'     |

| Sepahan | 0–1    | Bunyodkor   |
| ------- | ------ | ----------- |
|         | Report | Kapadze 19' |

| Al-Shabab Al-Arabi          | 1–4    | Al-Ettifaq                             |
| --------------------------- | ------ | -------------------------------------- |
| Marcos Assunção 15' (ph.đ.) | Report | Tagoe 30', 54', 84' · Al-Qahtani 90+4' |

| Al-Shabab Al-Arabi  | 2–1    | Sepahan           |
| ------------------- | ------ | ----------------- |
| Mguni 1' · Saad 51' | Report | Emad Mohammed 70' |

| Al-Ettifaq                                | 4–0    | Bunyodkor |
| ----------------------------------------- | ------ | --------- |
| Tagoe 16', 38' · Bashir 48' · Al Raja 81' | Report |           |

| Sepahan                               | 3–0    | Al-Ettifaq |
| ------------------------------------- | ------ | ---------- |
| Papi 2' · Asghari 52' · Azizzadeh 81' | Report |            |

| Bunyodkor | 0–0    | Al-Shabab Al-Arabi |
| --------- | ------ | ------------------ |
|           | Report |                    |

### Group E
| VT | Đội                    | ST | T | H | B | BT | BB | HS | Đ  | Giành quyền tham dự       |
| -- | ---------------------- | -- | - | - | - | -- | -- | -- | -- | ------------------------- |
| 1  | Nagoya Grampus         | 6  | 3 | 3 | 0 | 10 | 4  | +6 | 12 | Advance to knockout stage |
| 2  | Newcastle Jets         | 6  | 3 | 1 | 2 | 6  | 5  | +1 | 10 | Advance to knockout stage |
| 3  | Ulsan Hyundai Horang-i | 6  | 2 | 0 | 4 | 4  | 10 | −6 | 6  |                           |
| 4  | Beijing Guoan          | 6  | 1 | 2 | 3 | 4  | 5  | −1 | 5  |                           |

| Ulsan Hyundai Horang-i | 1–3    | Nagoya Grampus                      |
| ---------------------- | ------ | ----------------------------------- |
| Cho Jin-Soo 25'        | Report | Yoshida 54' · Davi 77' · Magnum 87' |

| Beijing Guoan                     | 2–0    | Newcastle United Jets |
| --------------------------------- | ------ | --------------------- |
| R. Griffiths 7' · Du Wenhui 90+3' | Report |                       |

| Nagoya Grampus | 0–0    | Beijing Guoan |
| -------------- | ------ | ------------- |
|                | Report |               |

| Newcastle United Jets | 2–0    | Ulsan Hyundai Horang-i |
| --------------------- | ------ | ---------------------- |
| Petrovski 15', 43'    | Report |                        |

| Nagoya Grampus | 1–1    | Newcastle United Jets |
| -------------- | ------ | --------------------- |
| Tamada 65'     | Report | Elrich 9'             |

| Ulsan Hyundai Horang-i | 1–0    | Beijing Guoan |
| ---------------------- | ------ | ------------- |
| Oh Jang-Eun 69'        | Report |               |

| Newcastle United Jets | 0–1    | Nagoya Grampus |
| --------------------- | ------ | -------------- |
|                       | Report | Ogawa 57'      |

| Beijing Guoan | 0–1    | Ulsan Hyundai Horang-i |
| ------------- | ------ | ---------------------- |
|               | Report | Oh Jang-Eun 73'        |

| Nagoya Grampus                       | 4–1    | Ulsan Hyundai Horang-i |
| ------------------------------------ | ------ | ---------------------- |
| Ogawa 14', 72' · Maki 23' · Davi 59' | Report | Kim Shin-Wook 42'      |

| Newcastle United Jets        | 2–1    | Beijing Guoan    |
| ---------------------------- | ------ | ---------------- |
| Petrovski 88' · Rooney 90+4' | Report | R. Griffiths 69' |

| Beijing Guoan | 1–1    | Nagoya Grampus |
| ------------- | ------ | -------------- |
| Guo Hui 81'   | Report | Niikawa 35'    |

| Ulsan Hyundai Horang-i | 0–1    | Newcastle United Jets |
| ---------------------- | ------ | --------------------- |
|                        | Report | Hoffman 36'           |

### Group F
| VT | Đội             | ST | T | H | B | BT | BB | HS  | Đ  | Giành quyền tham dự       |
| -- | --------------- | -- | - | - | - | -- | -- | --- | -- | ------------------------- |
| 1  | Gamba Osaka     | 6  | 5 | 0 | 1 | 17 | 4  | +13 | 15 | Advance to knockout stage |
| 2  | FC Seoul        | 6  | 3 | 1 | 2 | 14 | 11 | +3  | 10 | Advance to knockout stage |
| 3  | Shandong Luneng | 6  | 2 | 1 | 3 | 10 | 9  | +1  | 7  |                           |
| 4  | Sriwijaya       | 6  | 1 | 0 | 5 | 7  | 24 | −17 | 3  |                           |

| Gamba Osaka                                 | 3–0    | Shandong Luneng |
| ------------------------------------------- | ------ | --------------- |
| Leandro 20' · Endo 72' (ph.đ.) · Sasaki 79' | Report |                 |

| Sriwijaya     | 2–4    | FC Seoul                                                     |
| ------------- | ------ | ------------------------------------------------------------ |
| Ngon 70', 74' | Report | Jung Jo-Gook 32' · Kim Chi-Woo 57', 68' · Kim Seung-Yong 78' |

| FC Seoul                               | 2–4    | Gamba Osaka                          |
| -------------------------------------- | ------ | ------------------------------------ |
| Jung Jo-Gook 53' · Lee Sang-Hyup 90+3' | Report | Yamazaki 13' · Leandro 61', 74', 83' |

| Shandong Luneng                                       | 5–0    | Sriwijaya |
| ----------------------------------------------------- | ------ | --------- |
| Li Jinyu 16', 26' · Han Peng 20' · Mrdaković 80', 84' | Report |           |

| Gamba Osaka                                                         | 5–0    | Sriwijaya |
| ------------------------------------------------------------------- | ------ | --------- |
| Leandro 40', 44' · Ammar 49' (l.n.) · Yamaguchi 51' · M. Yasuda 67' | Report |           |

| Shandong Luneng             | 2–0    | FC Seoul |
| --------------------------- | ------ | -------- |
| Lü Zheng 54' · Han Peng 72' | Report |          |

| Sriwijaya | 0–3    | Gamba Osaka                                |
| --------- | ------ | ------------------------------------------ |
|           | Report | Leandro 30' · Sasaki 45' · Cho Jae-Jin 75' |

| FC Seoul         | 1–1    | Shandong Luneng |
| ---------------- | ------ | --------------- |
| Park Yong-Ho 24' | Report | Cichero 79'     |

| FC Seoul                                           | 5–1    | Sriwijaya |
| -------------------------------------------------- | ------ | --------- |
| Damjanović 17', 72', 90+2' · Sim Woo-Yeon 75', 79' | Report | Gumbs 62' |

| Shandong Luneng | 0–1    | Gamba Osaka |
| --------------- | ------ | ----------- |
|                 | Report | Leandro 59' |

| Gamba Osaka | 1–2    | FC Seoul                            |
| ----------- | ------ | ----------------------------------- |
| Usami 64'   | Report | Damjanović 74' · Kim Han-Yoon 90+1' |

| Sriwijaya                                 | 4–2    | Shandong Luneng           |
| ----------------------------------------- | ------ | ------------------------- |
| Gumbs 53' · Krangar 73', 80' · Nasuha 87' | Report | Han Peng 42' · Gao Di 43' |

### Bảng G
| VT | Đội              | ST | T | H | B | BT | BB | HS  | Đ  | Giành quyền tham dự       |
| -- | ---------------- | -- | - | - | - | -- | -- | --- | -- | ------------------------- |
| 1  | Kashima Antlers  | 6  | 4 | 1 | 1 | 16 | 6  | +10 | 13 | Advance to knockout stage |
| 2  | Suwon Bluewings  | 6  | 4 | 0 | 2 | 12 | 8  | +4  | 12 | Advance to knockout stage |
| 3  | Shanghai Shenhua | 6  | 2 | 2 | 2 | 9  | 8  | +1  | 8  |                           |
| 4  | SAFFC            | 6  | 0 | 1 | 5 | 4  | 19 | −15 | 1  |                           |

| Suwon Bluewings                                                       | 4–1    | Kashima Antlers  |
| --------------------------------------------------------------------- | ------ | ---------------- |
| Li Weifeng 44' · Edu 45+1' · Hong Soon-Hak 82' · Park Hyun-Beom 90+1' | Report | Marquinhos 90+2' |

| Shanghai Shenhua                                      | 4–1    | Singapore Armed Forces |
| ----------------------------------------------------- | ------ | ---------------------- |
| Barcos 25' (ph.đ.), 90+4' · Yu Tao 74' · Yin Xifu 85' | Report | Wilkinson 64'          |

| Kashima Antlers        | 2–0    | Shanghai Shenhua |
| ---------------------- | ------ | ---------------- |
| Nozawa 45' · Osako 80' | Report |                  |

| Singapore Armed Forces | 0–2    | Suwon Bluewings      |
| ---------------------- | ------ | -------------------- |
|                        | Report | Edu 65' (ph.đ.), 71' |

| Singapore Armed Forces | 1–4    | Kashima Antlers                                    |
| ---------------------- | ------ | -------------------------------------------------- |
| Osman 26'              | Report | Motoyama 23' · Uchida 43' · Osako 47' · Aoki 90+3' |

| Shanghai Shenhua        | 2–1    | Suwon Bluewings |
| ----------------------- | ------ | --------------- |
| Vâlkanov 18' · Hleb 76' | Report | Li Weifeng 65'  |

| Kashima Antlers                                          | 5–0    | Singapore Armed Forces |
| -------------------------------------------------------- | ------ | ---------------------- |
| Nozawa 29' · Koroki 38', 74' · Ogasawara 50' · Osako 54' | Report |                        |

| Suwon Bluewings                   | 2–1    | Shanghai Shenhua |
| --------------------------------- | ------ | ---------------- |
| Lee Sang-ho 41' · Bae Ki-Jong 44' | Report | Vâlkanov 12'     |

| Kashima Antlers                | 3–0    | Suwon Bluewings |
| ------------------------------ | ------ | --------------- |
| Oiwa 27' · Marquinhos 32', 75' | Report |                 |

| Singapore Armed Forces | 1–1    | Shanghai Shenhua |
| ---------------------- | ------ | ---------------- |
| Latiff 29'             | Report | Barcos 90+1'     |

| Suwon Bluewings                                                  | 3–1    | Singapore Armed Forces |
| ---------------------------------------------------------------- | ------ | ---------------------- |
| Bae Ki-Jong 5' · Lee Sang-ho 45+1' · Seo Dong-Hyun 90+2' (ph.đ.) | Report | Đurić 42'              |

| Shanghai Shenhua | 1–1    | Kashima Antlers |
| ---------------- | ------ | --------------- |
| Milligan 9'      | Report | Marquinhos 31'  |

### Group H
| VT | Đội                    | ST | T | H | B | BT | BB | HS | Đ  | Giành quyền tham dự       |
| -- | ---------------------- | -- | - | - | - | -- | -- | -- | -- | ------------------------- |
| 1  | Pohang Steelers        | 6  | 3 | 3 | 0 | 7  | 3  | +4 | 12 | Advance to knockout stage |
| 2  | Kawasaki Frontale      | 6  | 3 | 1 | 2 | 10 | 7  | +3 | 10 | Advance to knockout stage |
| 3  | Tianjin Teda           | 6  | 2 | 2 | 2 | 6  | 5  | +1 | 8  |                           |
| 4  | Central Coast Mariners | 6  | 0 | 2 | 4 | 5  | 13 | −8 | 2  |                           |

| Central Coast Mariners | 0–0    | Pohang Steelers |
| ---------------------- | ------ | --------------- |
|                        | Report |                 |

| Kawasaki Frontale | 1–0    | Tianjin Teda |
| ----------------- | ------ | ------------ |
| Renatinho 16'     | Report |              |

| Pohang Steelers  | 1–1    | Kawasaki Frontale |
| ---------------- | ------ | ----------------- |
| Kim Jae-Sung 12' | Report | Terada 24'        |

| Tianjin Teda             | 2–2    | Central Coast Mariners  |
| ------------------------ | ------ | ----------------------- |
| Éber 37' · Wu Wei'an 66' | Report | Caceres 48' · Simon 61' |

| Central Coast Mariners | 0–5    | Kawasaki Frontale                                                              |
| ---------------------- | ------ | ------------------------------------------------------------------------------ |
|                        | Report | Jong Tae-Se 8' · Taniguchi 22' · Juninho 37' · K. Nakamura 49' · Renatinho 70' |

| Pohang Steelers    | 1–0    | Tianjin Teda |
| ------------------ | ------ | ------------ |
| Hwang Jin-Sung 67' | Report |              |

| Kawasaki Frontale           | 2–1    | Central Coast Mariners |
| --------------------------- | ------ | ---------------------- |
| Juninho 46' · Renatinho 81' | Report | Simon 59'              |

| Tianjin Teda | 0–0    | Pohang Steelers |
| ------------ | ------ | --------------- |
|              | Report |                 |

| Pohang Steelers       | 3–2    | Central Coast Mariners |
| --------------------- | ------ | ---------------------- |
| Denilson 8', 71', 88' | Report | Kwasnik 54', 57'       |

| Tianjin Teda                       | 3–1    | Kawasaki Frontale |
| ---------------------------------- | ------ | ----------------- |
| Ma Leilei 12', 19' · Tommasi 90+4' | Report | Renatinho 51'     |

| Kawasaki Frontale | 0–2    | Pohang Steelers                   |
| ----------------- | ------ | --------------------------------- |
|                   | Report | Noh Byung-Joon 12' · Denilson 72' |

| Central Coast Mariners | 0–1    | Tianjin Teda |
| ---------------------- | ------ | ------------ |
|                        | Report | Mao Biao 64' |